# Chu nho

chữ Hán/chữ nho, Hán tự.

Chữ nho [/tɕɯ˧˨˧ ɲɔ/] (kinesiska: 字儒, ’(de) lärdes tecken’) är den vietnamesiska termen för kinesiska tecken som tidigare användes i Vietnam. Kallas också chữ Hán 字漢, "kinesiska tecken", eller hán tự 漢字. Uttalet går vanligen tillbaka antingen på antika former av kinesiska eller på modernare sydkinesiskt uttal, särskilt då kantonesiskt.

## Historia
Innan de kinesiska tecknen under det första århundradet e.Kr. började användas i Vietnam fanns där inget skriftspråk. Även efter det att Vietnam blev självständigt år 938 fortsatte man att använda kinesiska tecken även om skrivspråket nu kom att utvecklas på ett regionalt mer avvikande sätt. Ett system med i Vietnam skapade kinesiska tecken, chữ nôm, kom också att utvecklas i slutet av den kinesiska perioden. Senare kom portugisiska missionärer att skapa det första av flera system att skriva vietnamesiska med latinska bokstäver, och man kom så småningom att helt övergå till det system som används idag, quốc ngữ (av kinesiskans 國語, guoyu, "riksspråk").

## Källa
- DeFrancis, John (1977) (på engelska). Colonialism and language policy in Viet Nam. Contributions to the sociology of language, 99-0103363-2 ; 19. The Hague: Mouton. Libris 7390258. ISBN 90-279-7643-0